# Auf der Suche nach einem Freund fürs Ende der Welt
Auf der Suche nach einem Freund fürs Ende der Welt (Originaltitel Seeking a Friend for the End of the World) ist ein US-amerikanischer Spielfilm von Lorene Scafaria aus dem Jahr 2012. Der Film kam am 22. Juni 2012 in die US-amerikanischen Kinos und lief in Deutschland am 20. September 2012 an.

## Handlung
Der erdnahe Asteroid Matilda befindet sich auf Kollisionskurs mit der Erde. In Radiobotschaften wird den Menschen mitgeteilt, dass letzte Versuche der planetaren Verteidigung zur Rettung der Erde gescheitert sind. Der Impakt des Global Killers wird in drei Wochen eintreten und die Weltbevölkerung auslöschen.
Dodge Petersen und seine Frau Linda hören die Nachricht in ihrem Auto am Straßenrand. Linda verlässt das Auto, ohne ein Wort zu sagen, und läuft davon.
Dodge kehrt am nächsten Tag als einer von wenigen Kollegen an seinen Arbeitsplatz bei einem Versicherungsunternehmen zurück. Die Menschen in seinem Umfeld reagieren völlig unterschiedlich auf die bevorstehende Apokalypse. Einige betäuben sich mit Drogen oder haben hemmungslos ungeschützten Geschlechtsverkehr. Dodge kehrt nach der Arbeit in sein Haus zurück, wo er seine Putzfrau Elsa vorfindet, die seine Wohnung aufräumt, als wäre nichts geschehen. Er versucht, ihr zu erklären, dass dies nicht mehr nötig ist und sie nach Hause gehen kann. Elsa glaubt, Dodge will sie feuern, woraufhin er ihr sagt, sie solle gern weiter zum Arbeiten kommen.
Nach einer Party schwelgt Dodge in seinem Apartment in alten Erinnerungen an seine Highschool-Liebe Olivia und seine Familie. Er spielt einige Töne auf der Mundharmonika, die ihm sein Vater vor vielen Jahren geschenkt hat. Dabei entdeckt er seine Nachbarin Penny Lockhart weinend auf der Feuertreppe vor seinem Fenster. Sie hat soeben die Beziehung mit ihrem Freund Owen beendet, weil sie seinetwegen die letzte Möglichkeit zu einem Treffen mit ihrer Familie verpasst hat. Später begleitet er sie zu ihrer Wohnung, wobei sie ihm Dutzende Poststücke übergibt, die falsch zugestellt wurden und die sie später einfach vergessen hat. Danach fragt sie ihn noch nach einem „Freund“ seiner Frau Linda, wodurch Dodge von der Affäre seiner Frau Linda mit einem anderen Mann erfährt.
Dodge ist außer sich vor Wut und will sich mit Putzmitteln das Leben nehmen. Der Versuch misslingt, und Dodge wacht am nächsten Morgen im Park auf. An seinem Bein ist ein Hund angebunden, dessen Halter nur einen Zettel mit dem Wort „Sorry“ auf Dodges Brust hinterlässt. Dodge nimmt sich des Tieres an und nennt den Hund fortan „Sorry“. Wieder zu Hause öffnet er die Post, die Penny ihm übergeben hat. Darunter ist ein drei Monate alter Brief von Olivia. Sie hat die Trennung von Dodge später bereut und schreibt ihm, dass er die Liebe ihres Lebens war. Währenddessen kommt es in den Straßen der Stadt zu immer stärkeren Unruhen. Nachdem der Mob erste Steine in Dodges Fenster wirft und Feuer im Haus ausbricht, flieht er mit dem Hund. Vorher will er noch Penny warnen. In ihrer Wohnung trifft er jedoch auf Owen, der ihn für einen Liebhaber Pennys hält. Dodge verspricht ihr, sie zu einem Piloten mit einem Privatflugzeug zu bringen, so dass sie ihre Familie noch einmal sehen könnte. Zuvor soll sie Dodge jedoch helfen, Olivia zu finden. Penny und Dodge lassen Owen in den Straßen zurück und entkommen dem Mob mit Pennys Auto.
Nachdem das Benzin zur Neige gegangen ist, laufen Dodge und Penny mit Sorry auf einer verlassenen Straße. Dodge ist wütend auf Penny und wirft ihr vor, mit dem Vergessen der Briefe seine letzte Chance auf ein Zusammentreffen mit seiner großen Liebe Olivia verhindert zu haben. Penny fühlt sich schuldig, hält einen heran rollenden Pickup an und der Fahrer nimmt sie ein Stück mit. Bei einem Zwischenhalt fragt der Mann Dodge, wie er ihn zu töten gedenke. Er hält Dodge und Penny für die Killer, die er angeheuert hat, um ihn selbst noch vor dem Weltuntergang zu töten. Nachdem Dodge ihm klarmachen konnte, dass er nicht der erwartete Killer sei, wird der Trucker von dem angeheuerten Scharfschützen erschossen. Penny und Dodge beerdigen den Mann und fahren weiter. Im Restaurant Friendsys – „Wo jeder dein Freund ist“ – gibt Penny vor, dass sie dort sind, um Dodges Geburtstag zu feiern. Die „freundlichen“ Bedienungen küssen Penny und Dodge wild. Beide verlassen das Restaurant jedoch, bevor eine Orgie ausbricht. Im Auto küssen sich beide und schlafen miteinander. Wieder auf der Straße fährt Penny zu schnell. Ein Polizist hält beide an und verhaftet sie schließlich trotz des drohenden Weltuntergangs wegen dieses kleinen Vergehens. Der Sheriff des Orts lässt sie jedoch kurz darauf wieder frei und fährt sie sogar nach Camden.
Dort treffen beide auf Pennys Exfreund Speck. Der ehemalige Soldat hat sich mit seinen Freunden in einem mit Waffen und Lebensmitteln ausgestatteten Luftschutzbunker auf den Weltuntergang vorbereitet. Über ein Satellitentelefon kann Penny mit ihrer Familie telefonieren. Währenddessen lässt Speck Dodge wissen, dass Penny höhere Überlebenschancen bei ihm im Bunker hätte und hierbleiben solle. Penny überzeugt Speck jedoch, ihnen ein Auto zu leihen, mit dem Penny und Dodge zu Olivias Wohnung fahren. Dodge geht zur Tür und lässt Penny enttäuscht im Auto zurück. Er kehrt jedoch bald wieder und eröffnet ihr, dass er Olivia lediglich einen Brief an der Tür hinterlassen hat. Trotz Pennys Nachfragen gibt er keine Erklärung für sein Verhalten und so verlassen sie Camden, ohne Olivia gesehen zu haben.
Kurz darauf stoßen sie auf eine lange Reihe Menschen, die zu einem Strand wandern, und folgen ihnen. Am Strand findet für Paare eine Art Vermählungsritual samt Taufe im Ozean statt. Wortlos erkennen sie einander als Liebende, küssen sich und verbringen den Rest des Tages mit den Menschen am Strand. Danach fahren sie nach Somerset County, wo Dodge einen gewissen Frank besuchen will, der überrascht und erfreut ist, Dodge wiederzusehen. Frank erklärt Penny, dass er Dodges Vater ist, von dem Dodge ihr zuvor erzählt hatte, dass sie sich seit fast 25 Jahren nicht gesehen haben. Anschließend bleiben sie bis in den Abend in Franks Haus und kochen und essen gemeinsam. Nachdem Penny eingeschlafen ist, bringt Dodge sie nach draußen, wo sein Vater bereits in einem Flugzeug wartet. Dodge hatte mit Frank vereinbart, dass dieser Penny zu ihrer Familie fliegt. Dodge flüstert der Schlafenden zu, dass sie die Liebe seines Lebens sei, und steckt ihr seine Mundharmonika zu, bevor Frank das Flugzeug startet.
Dodge kehrt mit Sorry wieder nach Hause zurück, wo er erneut Elsa vorfindet. Nach einem Streit fordert er sie auf, endgültig zu gehen. Beim Anschalten des Fernsehers erfährt er, dass der Asteroid früher als erwartet, schon in rund 16,5 Stunden, auf der Erde einschlagen wird. Er geht mit Sorry in Pennys Wohnung und hört dort ihre Platten, bis der Strom ausgeht. Als er Kerzen entzündet, steht plötzlich Penny im Raum. Sie hat seinen Vater gebeten, umzukehren und sie nach Hause zu bringen. Penny und Dodge verbringen die letzten Stunden miteinander. Als sie zusammen im Bett liegen, hören sie das Eindringen des Asteroiden in die Erdatmosphäre. Penny dachte, sie hätten einander nicht retten können, doch Dodge versichert ihr, dass sie genau das getan haben. Grelles Licht flutet in die Wohnung.

## Rezensionen
Der Film erhielt durchschnittliche Kritiken. Laut Rotten Tomatoes erhielt der Film von 55 % der Kritiker eine positive Bewertung. Der Film sei „zart, charmant und gut gespielt“, leide jedoch unter „Veränderungen der Tonalität und einem enttäuschenden letzten Akt“.

„Mischung aus Weltuntergangsfilm und Feel-Good-Movie, in der die Tragik der Situation konsequent ins Komische kippt, bevor sich dann die absurde Komödie zur hemmungslosen Romanze wandelt. Die Beschwörung der Liebe als einzige Macht, die dem Schrecken des Todes trotzt, funktioniert vor allem dank der nuanciert aufspielenden Darsteller.“

„In ,Auf der Suche nach einem Freund fürs Ende der Welt‘ tritt nun Regiedebütantin Lorene Scafaria dem Ende aller Tage gegenüber. Sie entscheidet sich für eine besinnlich-versöhnliche Herangehensweise und stellt sich der Katastrophe mit Humor. Dabei gelingt ihr Erstaunliches, denn mit ihrer stilsicher inszenierten romantischen und ernsten Komödie macht sie selbst den Weltuntergang zu einer schönen Erfahrung.“

„Trotz der nicht unbedingt unbeschwerten Ausgangslage gibt es unerwartet viel zu lachen und zu schmunzeln. Vor allem ein herausragender Steve Carell bringt in der Rolle des braven, viel zu lange angepassten Jedermanns das Publikum schnell auf seine Seite. Über ihn zieht uns Scafaria in ihren warmherzigen, leisen und dabei ungemein einnehmenden Film, der nicht zuletzt als Komödie ziemlich gut funktioniert. Es sind darüber hinaus die vielen kleinen Einfälle, mit denen sie ihre ungewöhnliche Reisegeschichte auskleidet und für die man ,Auf der Suche…‘ in bester Erinnerung behält.“

„Um diesem Spießer seine Langweiligkeit auszutreiben, braucht es schon die Apokalypse: Steve Carrell [sic!] findet in ,Auf der Suche nach einem Freund fürs Ende der Welt‘ ausgerechnet mit Keira Knightley als Indie-Girlie eine Partnerin für die Katastrophe. Wer soll denn das glauben? Wir nicht!“

„Die Radikalität, mit der die Inszenierung auf halber Strecke ihren Tonfall ändert und sich von einer absurden Komödie zur hemmungslosen Romanze wandelt, kennt man sonst nur aus dem indischen Kino. Ganz einfach ist es nicht, diesen krassen Wechsel mitzumachen – vor allem, weil man den Witz des Beginns gern noch länger genießen würde. Dass dies trotzdem gelingt und die alte Beschwörung der Liebe als einzige Macht, die dem Schrecken des Todes zu trotzen vermag, funktioniert, liegt nicht zuletzt an Hauptdarsteller Steve Carell: Er spielt dermaßen anrührend, dass ihm schon das schiere Mitgefühl die Apotheose durch die Liebe der irrlichternden Keira Knightley von Herzen gönnt; zumal sein leises Spiel den Gefühlsüberschwang dezent ausbalanciert, dem die Inszenierung im Finale huldigt. So liefert der Film immerhin den Beweis, dass sich die Genres „Weltuntergangsfilm“ und „Feel-Good-Movie“ nicht kategorisch ausschließen müssen.“

## Trivia
Der Titel des Films wurde durch das Lied Preaching the End of the World von Chris Cornells Album Euphoria Morning (1999) inspiriert.
Bei der Flucht aus ihrem Apartment nimmt Penny einen Stapel Langspielplatten mit. Im Laufe des Films sind einige der Plattencover erkennbar, darunter sind:
- The Beat of the Brass von Herb Alpert & the Tijuana Brass (1968)
- Vintage Violence von John Cale (1970)
- Coney Island Baby von Lou Reed (1975)
- Death of a Ladies’ Man von Leonard Cohen (1975)
- 69 Love Songs von The Magnetic Fields (1999)

Linda, die Ehefrau von Dodge, wird gespielt von Nancy Carell, der Ehefrau von Dodge-Darsteller Steve Carell. Seine große Liebe Olivia, die man nur auf Fotos sieht, ist in Wahrheit die Drehbuchautorin Lorene Scafaria. Die Ausgangslage „Aufkeimen einer unerwarteten Romanze, während die Protagonisten auf einen spontanen Roadtrip gehen“ deckt sich mit der des Films Nick und Norah – Soundtrack einer Nacht (2008), dessen Drehbuch ebenfalls aus ihrer Feder stammt.